# Municipio de Pemberton
El municipio de Pemberton (en inglés, Pemberton Township) es un municipio situado en el condado de Burlington, Nueva Jersey, Estados Unidos. Tiene una población estimada, a mediados de 2022, de 26 961 habitantes.

## Geografía
Está ubicado en las coordenadas 39°57′31″N 74°36′17″O / 39.95861, -74.60472 (39.958586, -74.604606).

## Demografía
Según el censo de 2000, en ese momento los ingresos medios de los hogares en el municipio eran de $47,394 y los ingresos medios de las familias eran de $52,860. Los hombres tenían ingresos medios por $36,572 frente a los $26,689 que percibían las mujeres. Los ingresos per cápita eran de $19,238. Alrededor del 9.3% de la población estaba por debajo de la línea de pobreza.
De acuerdo con la estimación 2017-2021 de la Oficina del Censo, los ingresos medios de los hogares en el municipio son de $70,874 y los ingresos medios de las familias son de $90,977. Los ingresos medios en los últimos doce meses, medidos en dólares de 2021, son de $34,422. Alrededor del 9.4% de la población está por debajo de la línea de pobreza.